# Basket-ball à trois
Le basket-ball à trois, communément nommé basket 3×3 ou simplement 3×3, est une variante du basket-ball, opposant deux équipes de trois joueurs au lieu de cinq, sur un demi-terrain. Ce format est devenu discipline olympique à partir des Jeux de 2020.

## Développement
Le 3×3 est joué depuis longtemps de manière informelle. 
Le concept est testé par le Comité international olympique aux Jeux olympiques de la jeunesse d'été de 2010 à Singapour.
Depuis 2012, la Fédération internationale de basket-ball (FIBA) organise un championnat du monde de 3×3 masculin et féminin. Depuis 2011, la FIBA organise annuellement des compétitions U18, sauf pendant les années olympiques.
La Fédération internationale du sport universitaire (FISU) organise aussi un championnat du monde. Le tout premier championnat du monde est disputé en Serbie, à Kragujevac, et l'édition 2014 au Brésil, à Salvador de Bahia.
En France, la Fédération française de basket-ball (FFBB) organise depuis 2012, la Superleague 3×3, qui est un circuit de tournois sur tout le territoire. 
En juin 2017, il est décidé que le basket-ball à trois devient discipline olympique à compter des Jeux de 2020,.

## Règles

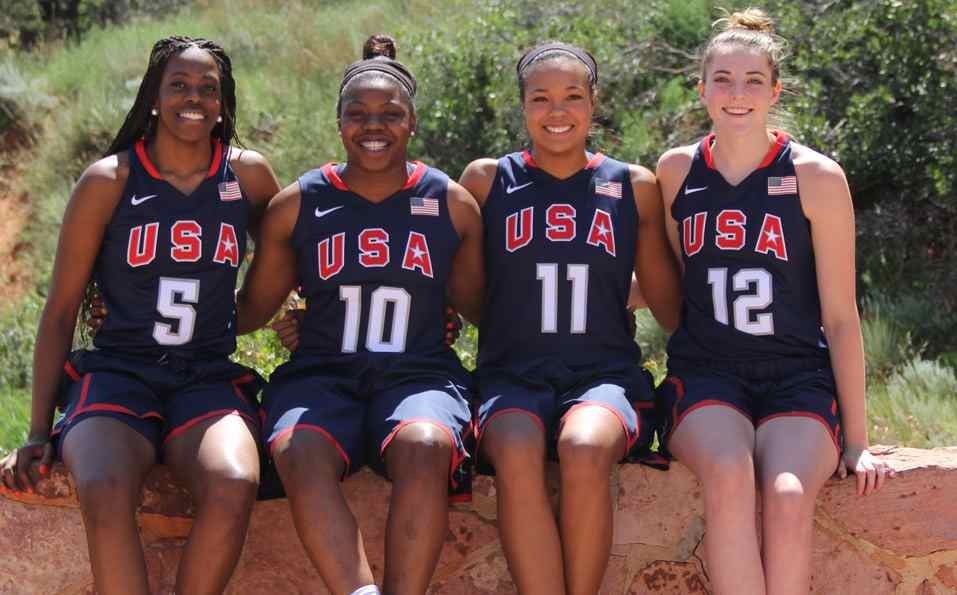
L'équipe américaine U18 de 2014 avec De'janae Boykin, Arike Ogunbowale, Napheesa Collier et Katie Lou Samuelson.

Les règles du 3×3 sont codifiées par la FIBA, leur dernière mouture datant de 2019,.
Les différences avec les règles classiques du basket-ball sont : 
- Chaque équipe est composée de trois joueurs et d'un remplaçant, pas de coaching possible pendant les matchs.
- Le match se dispute sur un demi-terrain de 15 × 11 m, avec un seul panier ; les tirs réussis depuis l'extérieur de l'arc (à 6,75 mètres du panier) ne valent que deux points, ceux à l'intérieur valent un point.
- Il se joue avec un ballon de basket-ball de taille 6 (la taille officielle du ballon du basket-ball féminin) et de poids 7 (le poids officiel du ballon de basket-ball masculin).
- L'entre-deux initial est remplacé par un tirage au sort. Le vainqueur peut choisir de prendre la première possession. En ce cas, l'autre équipe aura la balle de la première action de l'éventuelle prolongation.
- Il n'y a jamais d'entre-deux, ni de possession alternée. En cas de partage, la possession est accordée à l'équipe défensive.
- Chaque tir réussi vaut un point, ou deux points s'il est pris au-delà de la ligne habituelle des trois points dans le jeu à 5.
- La rencontre se dispute sur une unique période de 10 minutes ou dès qu'une équipe atteint 21 points. En cas d'égalité après 10 minutes, le vainqueur est la première équipe à marquer deux points (la règle des 21 points ne s'applique alors pas).
- Un tir doit être tenté et le ballon doit toucher le cercle en un maximum de 12 secondes.
- Le jeu démarre quand l'équipe en défense donne la balle à l'équipe offensive derrière l'arc. Cet échange s’appelle un « check-ball » et fait reprendre le jeu après chaque ballon mort.
- Si l'équipe en défense récupère la balle, elle doit ressortir de la zone à un point avant de tenter un tir.
- Après un panier marqué sur lancer-franc (sauf en cas de faute technique ou antisportive ou après la 10e faute d'équipe), l'équipe qui était en défense récupère la balle et doit ressortir de la zone à 2 points avant de tenter un tir. L'équipe en défense ne peut jouer la balle dans le demi-cercle sous le panier (demi cercle de « non charge »).
- Un remplacement ne peut avoir lieu que quand le ballon est mort. Le remplaçant entre en jeu par la ligne opposée au panier et il devient effectif dès un contact physique entre le sortant et son remplaçant. Aucune action de l'arbitre n'est nécessaire.
- Chaque équipe n'a droit qu'à un temps mort. L'arbitre peut arrêter le jeu quand il le juge nécessaire.
- Les fautes ne sont pas comptées individuellement. Un joueur n'est éliminé que s'il commet deux fautes antisportives.
- Une faute sur une action de tir est sanctionnée d'un lancer franc ou de deux si elle commise au-delà de l'arc. Après six fautes d'équipes, la suivante est sanctionnée de deux lancers francs dans tous les cas. Après neuf fautes d'équipes, la suivante est sanctionnée de deux lancers francs et de la possession de la balle à l'autre équipe. Une faute technique est sanctionnée d'un lancer franc. Une faute antisportive est sanctionnée de deux lancers francs et de la possession de la balle à l'autre équipe (comme dans le jeu à 5).

## Grand joueur
- Le Serbe Dušan Domović Bulut est considéré comme le meilleur joueur « de tous les temps » de la jeune histoire du 3×3, il gagne tous les titres possibles[7] en dehors du titre olympique :
  - 3 fois vainqueur du FIBA 3×3 World Tour et 2 fois MVP
  - 4 fois vainqueur de la coupe du monde FIBA 3×3 et 2 fois MVP.